# Liste der Pfarren im Dekanat Neusiedl am See
Das Dekanat Neusiedl am See ist ein Dekanat der römisch-katholischen Diözese Eisenstadt.
Es umfasst 15 Pfarren.

## Pfarren mit Kirchengebäuden
| Pfarre               | Seelsorgeraum | Patrozinium               | Kirchengebäude                              | Bild |
| -------------------- | ------------- | ------------------------- | ------------------------------------------- | ---- |
| Deutsch Jahrndorf    | An der Leitha | Hl. Bartholomäus          | Pfarrkirche Deutsch Jahrndorf               |      |
| Edelstal             |               | Hl. Stephan               | Pfarrkirche Edelstal                        |      |
| Gattendorf           | An der Leitha | Hl. Dreifaltigkeit        | Pfarrkirche Gattendorf                      |      |
| Jois                 | Hl. Cäcilia   | Hlgst. Herz Jesu          | Neue Pfarrkirche Jois Alte Pfarrkirche Jois |      |
| Kaisersteinbruch     | Hl. Cäcilia   | Hll. Rochus und Sebastian | Pfarrkirche Kaisersteinbruch                |      |
| Kittsee              |               | Kreuzerhöhung             | Pfarrkirche Kittsee                         |      |
| Neudorf bei Parndorf |               | Hl. Leonhard              | Pfarrkirche Neudorf bei Parndorf            |      |
| Neusiedl am See      | Am See        | Hll. Nikolaus und Gallus  | Pfarrkirche Neusiedl am See                 |      |
| Nickelsdorf          | An der Leitha | Hl. Nikolaus              | Pfarrkirche Nickelsdorf                     |      |
| Pama                 |               | Allerheiligen             | Pfarrkirche Pama                            |      |
| Parndorf             |               | Hl. Ladislaus             | Pfarrkirche Parndorf                        |      |
| Potzneusiedl         | An der Leitha | Hl. Markus                | Pfarrkirche Potzneusiedl                    |      |
| Weiden am See        | Am See        | Hl. Dreifaltigkeit        | Pfarrkirche Weiden am See                   |      |
| Winden am See        | Hl. Cäcilia   | Hl. Florian               | Pfarrkirche Winden am See                   |      |
| Zurndorf             | An der Leitha | Hll. Petrus und Paulus    | Pfarrkirche Zurndorf                        |      |

Siehe auch → Liste der Dekanate der Diözese Eisenstadt